# پواوتین‌هاریو
پُواوتین‌ْهاریو (به فنلاندی: Puotinharju) یک منطقهٔ مسکونی در فنلاند است که در هلسینکی واقع شده‌است.